# Liste der Bodendenkmäler in Lengdorf
Auf dieser Seite sind die Bodendenkmäler in der oberbayerischen Gemeinde Lengdorf zusammengestellt. Diese Tabelle ist eine Teilliste der Liste der Bodendenkmäler in Bayern. Grundlage ist die Bayerische Denkmalliste, die auf Basis des Bayerischen Denkmalschutzgesetzes vom 1. Oktober 1973 erstmals erstellt wurde und seither durch das Bayerische Landesamt für Denkmalpflege geführt wird. Die folgenden Angaben ersetzen nicht die rechtsverbindliche Auskunft der Denkmalschutzbehörde.

## Bodendenkmäler der Gemeinde Lengdorf

### Bodendenkmäler in der Gemarkung Lengdorf
| Lage                | Objekt | Akten-Nr.     | Bild                    |
| ------------------- | --- | ------------- | ----------------------- |
| Lengdorf (Standort) | Burgstall des Mittelalters und der frühen Neuzeit („Kopfsburg“) mit abgegangenem Wirtschaftshof und ehemalige Gartenanlagen.                         | D-1-7738-0010 | Burgstall D-1-7738-0010 |
| Lengdorf (Standort) | Verebneter Burgstall des hohen oder späten Mittelalters (Alte Schanze).                                                                              | D-1-7738-0011 |                         |
| Lengdorf (Standort) | Burgstall des hohen oder späten Mittelalters. | D-1-7738-0012 |                         |
| Lengdorf (Standort) | Burgstall des hohen oder späten Mittelalters. | D-1-7738-0014 |                         |
| Lengdorf (Standort) | Verebneter Burgstall des hohen oder späten Mittelalters.                                                                                             | D-1-7738-0015 |                         |
| Lengdorf (Standort) | Verebnetes Grabenwerk vor- und frühgeschichtlicher Zeitstellung                                                                                      | D-1-7738-0028 |                         |
| Lengdorf (Standort) | Verebneter Turmhügel des hohen Mittelalters. | D-1-7738-0029 |                         |
| Lengdorf (Standort) | Untertägige mittelalterliche und frühneuzeitliche Befunde im Bereich der Katholischen Pfarrkirche St. Petrus von Lengdorf und ihrer Vorgängerbauten. | D-1-7738-0056 |                         |
| Lengdorf (Standort) | Untertägige mittelalterliche und frühneuzeitliche Befunde und Funde im Bereich der Katholischen Filialkirche St. Ulrich von Innerbittlbach.          | D-1-7738-0058 |                         |
| Lengdorf (Standort) | Untertägige spätmittelalterliche und frühneuzeitliche Befunde und Funde im Bereich der Katholischen Filialkirche St. Stephanus von Außerbittlbach.   | D-1-7738-0060 |                         |
| Lengdorf (Standort) | Untertägige frühneuzeitliche Befunde und Funde im Bereich der Hl. Geist-Kapelle von Weg und ihres Vorgängerbaus.                                     | D-1-7738-0062 |                         |

### Bodendenkmäler in der Gemarkung Matzbach
| Lage                | Objekt | Akten-Nr.     | Bild |
| ------------------- | --- | ------------- | ---- |
| Matzbach (Standort) | Wall-Graben-Anlage vor- und frühgeschichtlicher Zeitstellung.                                                                                       | D-1-7738-0016 |      |
| Matzbach (Standort) | Verebneter Grabhügel vorgeschichtlicher Zeitstellung.                                                                                               | D-1-7738-0017 |      |
| Matzbach (Standort) | Siedlung vor- und frühgeschichtlicher Zeitstellung.                                                                                                 | D-1-7738-0030 |      |
| Matzbach (Standort) | Untertägige mittelalterliche und frühneuzeitliche Befunde im Bereich der Katholischen Filialkirche St. Martin von Matzbach und ihres Vorgängerbaus. | D-1-7738-0083 |      |
| Matzbach (Standort) | Untertägige mittelalterliche und frühneuzeitliche Befunde und Funde im Bereich der Katholischen Filialkirche St. Johannes d.T. von Obergeislbach.   | D-1-7738-0088 |      |
| Matzbach (Standort) | Untertägige mittelalterliche und frühneuzeitliche Befunde im Bereich der Katholischen Filialkirche St. Stephanus von Niedergeislbach.               | D-1-7738-0090 |      |
| Matzbach (Standort) | Untertägige frühneuzeitliche Befunde und Funde im Bereich der Katholischen Filialkirche St. Nikolaus von Thann.                                     | D-1-7738-0096 |      |
| Matzbach (Standort) | Siedlung des hohen und späten Mittelalters. | D-1-7738-0209 |      |